# مانانتنینا
مانانتنینا (به لاتین: Manantenina) یک منطقهٔ مسکونی در ماداگاسکار است که در توآلانارو واقع شده‌است. مانانتنینا ۴۲۱ کیلومتر مربع مساحت و ۱۹٬۰۰۰ نفر جمعیت دارد و ۱۶ متر بالاتر از سطح دریا واقع شده‌است.